# اسکایلر گیزوندو
اسکایلر گیزوندو (انگلیسی: Skyler Gisondo؛ زادهٔ ۲۲ ژوئیهٔ ۱۹۹۶) هنرپیشه اهل ایالات متحده آمریکا است. وی از سال ۲۰۰۳ میلادی تاکنون مشغول فعالیت بوده‌است.
از فیلم‌ها یا برنامه‌های تلویزیونی که وی در آن نقش داشته‌است می‌توان به سه کله‌پوک، مرد عنکبوتی شگفت‌انگیز، چهار کریسمس، هالووین، شب در موزه: راز مقبره، تعطیلات، و رژیم غذایی سانتا کلاریتا اشاره کرد.